# Mitropacup 1989
De Mitropacup 1989 was de 48e editie van deze internationale beker.
De Mitropacup van het seizoen 1988-89 was wederom een minitoernooi. De opzet was dat de vier clubs uit Italië, Hongarije, Joegoslavië en Tsjechoslowakije tegen elkaar uit zouden komen in een halvefinale en een finale. Vojvodina Novi Sad trok zich echter al voor de halvefinale terug, waardoor er maar één halvefinale wedstrijd werd gespeld en de latere winnaar Baník Ostrava enkel de finale speelde.

 Halve finale 
| Winnaar         | Land              | Uitslagen | Land                 | Verliezer          |
| --------------- | ----------------- | --------- | -------------------- | ------------------ |
| Baník Ostrava   | Vlag van Tsjechië | *         | Vlag van Joegoslavië | Vojvodina Novi Sad |
| Bologna FC 1909 | Vlag van Italië   | 5-2 , 3-3 | Vlag van Hongarije   | Ferencvárosi TC    |

* Vojvodina Novi Sad trok zich terug
 Finale 
| WINNAAR       | Land              | Uitslagen | Land            | FINALIST        |
| ------------- | ----------------- | --------- | --------------- | --------------- |
| Baník Ostrava | Vlag van Tsjechië | 2-1 , 2-1 | Vlag van Italië | Bologna FC 1909 |

1927 · 1928 · 1929 · 1930 · 1931 · 1932 · 1933 · 1934 · 1935 · 1936 · 1937 · 1938 · 1939 · 1940 · 1951 · 1955 · 1956 · 1957 · 1958 · 1959 · 1960 · 1961 · 1962 · 1963 · 1964 · 1965 · 1966 · 1967 · 1968 · 1969 · 1970 · 1971 · 1972 · 1973 · 1974 · 1975 · 1976 · 1977 · 1978 · 1980 · 1981 · 1982 · 1983 · 1984 · 1985 · 1986 · 1987 · 1988 · 1989 · 1990 · 1991 · 1992